# Campionatul European de Fotbal 2028
Campionatul European de Fotbal UEFA 2028, denumit în mod obișnuit ca UEFA Euro 2028 sau pe scurt Euro 2028, va fi cea de-a optsprezecea ediție a Campionatului European UEFA, campionatul internațional cvadrienal de fotbal organizat de UEFA pentru echipele naționale masculine europene ale federațiilor sale membre. Evenimentul este programat să se desfășoare în lunile iunie și iulie ale anului 2028, fiind găzduit de cele patru națiuni constitutive ale Regatului Unit împreună cu Irlanda. Zece stadioane vor găzdui meciurile, șase din Anglia și câte unul din Țara Galilor, Scoția, Irlanda de Nord și Republica Irlanda.
Aceasta va fi a treia oară când Anglia găzduiește meciuri la Campionatul European, după ce a găzduit Euro 1996 și opt meciuri (inclusiv finala) în cadrul turneului paneuropean Euro 2020. Va fi pentru a doua oară când meciuri de la turneul final se joacă în Scoția, care a găzduit, de asemenea, patru partide în ediția din 2020. Pentru prima dată, meciurile sunt programate să se desfășoare în Irlanda de Nord, Republica Irlanda și Țara Galilor.
Spania este campioana en-titre după ce a învins Anglia cu 2-1 în finala din 2024.

## Calificări
Conform regulamentului UEFA, calificarea automată a gazdelor poate fi garantată doar pentru maximum două federații. Înca nu este clar care echipe gazdă se pot califica automat.

## Legături externe
Materiale media legate de Campionatul European de Fotbal 2028 la Wikimedia Commons
- en  Site web oficial